# Финансовый маркетплейс
Финансовый маркетплейс — это сервис, объединяющий предложения от поставщиков финансовых услуг, который предоставляет возможность пользователю в рамках одной площадки выбрать необходимые и наиболее подходящие из доступных финансовых операций.

## Особенности работы
1. Доступность банковских, страховых и иных финансовых продуктов вне зависимости от региона проживания
2. Круглосуточный доступ к финансовым услугам организаций в онлайн-формате
3. Возможность сравнить все финансовые продукты на одной платформе
4. Безопасность совершения сделки

## Принцип работы
Устройство финансового маркетплейса похоже на онлайн-магазин: потребитель услуг сравнивает финансовые продукты компаний, выбирает нужный, и получает его, минимизируя при этом посещение финансовой организации.
Продуктовый ассортимент финансового маркетплейса может включать банковские вклады, государственные и корпоративные облигации, паи паевых инвестиционных фондов (ПИФ), ОСАГО, ипотечные кредиты и другие финансовые продукты. Финансовый маркетплейс может использоваться как на B2C, так и в B2B сегментах рынка.
Работа финансовых маркетплейсов в России регулируется Федеральным законом от 20.07.2020 N 211-ФЗ (ред. от 14.07.2022) «О совершении финансовых сделок с использованием финансовой платформы».

## Развитие в России
Одним из первых финансовых маркетплейсов стал проект «Маркетплейс» от Банка России. Новые направления развития поддерживаются как государством, так и частными инвесторами. В 2022 году на форуме INNOWEEK 2.0 на базе инновационного центра «Сколково» лучшие проекты в сферах e-commerce и fintech получили поддержку[кого?].